# 르브론 제임스
르브론 제임스로도 불리는 러브런 레이몬 제임스 시니어(영어: LeBron Raymone James Sr., 영어 발음: /ləˈbrɒn d͡ʒeɪmz/, 1984년 12월 30일~)는 미국의 농구 선수로 포지션은 스트레치 포이다. 현재 전미 농구 협회의 로스앤젤레스 레이커스와 미국 농구 국가대표팀에서 활동하고 있다. 그는 클리블랜드 캐벌리어스와 마이애미 히트, 로스앤젤레스 레이커스에서 활동하면서 4회의 우승(2012년, 2013년, 2016년, 2020년)을 거두었고 NBA에서 유일하게 3개의 각기 다른 팀에서 파이널 MVP를 받은 선수이기도 하다. 
제임스는 2005년 처음으로 올스타 경기를 위하여 선발되었고 다음 14개의 시즌의 각각에서 한해의 진열장에서 자리를 얻었다.  2019년 NBA 올스타전 서부 올스타 최다득표를 얻어 주장으로 서부 올스타를 이끌게 되었다.
2006년 제임스는 NBA 올스타 경기에서 MVP로 선정되었고, 2008년과 2018년에도 되풀이하였다.  제임스는 또한 2008년 ~ 09년, 2009년 ~ 10년, 2011년 ~ 12년과 2012년 ~ 13년 시즌들에서 4회의 NBA MVP로 임명되었다.

## 고등학교 경력
오하이오주 애크런에서 태어난 제임스는 이른 나이에 농구를 위하여 자연적인 재능을 보이고 1999년 세인트메리 고등학교 농구 팀에 가입하는 데 그들에 의하여 모집되었다. 전체로 봐서 제임스는 거기서 자신의 4년 동안 2657 포인트, 892 리바운드와 523 어시스트를 득점하였다.
신입생으로서 제임스는 한 경기에 18 포인트를 평균하였다.  그는 챔피언십 경기에서 25 포인트를 득점하면서 디비전 3 주립 타이틀로 팀에 도움을 주었다.  그의 진보적인 농구 실력의 소식이 퍼져 제임스는 자신의 상연으로 몇몇의 명예를 받았다.
고등학교의 2학년생으로서 제임스는 USA 투데이 올USA 퍼스트 팀을 위하여 선택되었다.  그는 이 상을 위하여 선발되는 데 처음이자 마지막 2학년생이었다.  그의 팀은 또한 정렬에서 2번째 해를 위하여 디비전 3 주립 타이틀을 우승하기도 하였다.
학교의 세월에 이어 제임스는 퍼레이드 잡지의 "올해의 고등학교 소년 농구 선수"와 "올해의 게이터레이드 선수"로 임명되었다.  자신의 주니어 해의 말기에 이어 제임스는 자신이 프로로 가는 데 예상된 강한 선수였다.
자신의 교육을 끝내기로 결정한 제임스는 코트에 중대한 시니어 해를 가졌다.  그는 한 경기에 31.6 포인트를 평균하여 자신의 팀이 3번째 주립 타이틀을 움켜쥐는 도움을 주었다. 세인트빈센트 스트리트 메리 고등학교는 또한 그해에 최고의 국내 랭킹을 얻기도 하였다.  제임스는 곧 NBA의 지도적 선수들 중의 하나로서 나타났다.

## NBA 선수 경력

### 클리블랜드 캐벌리어스

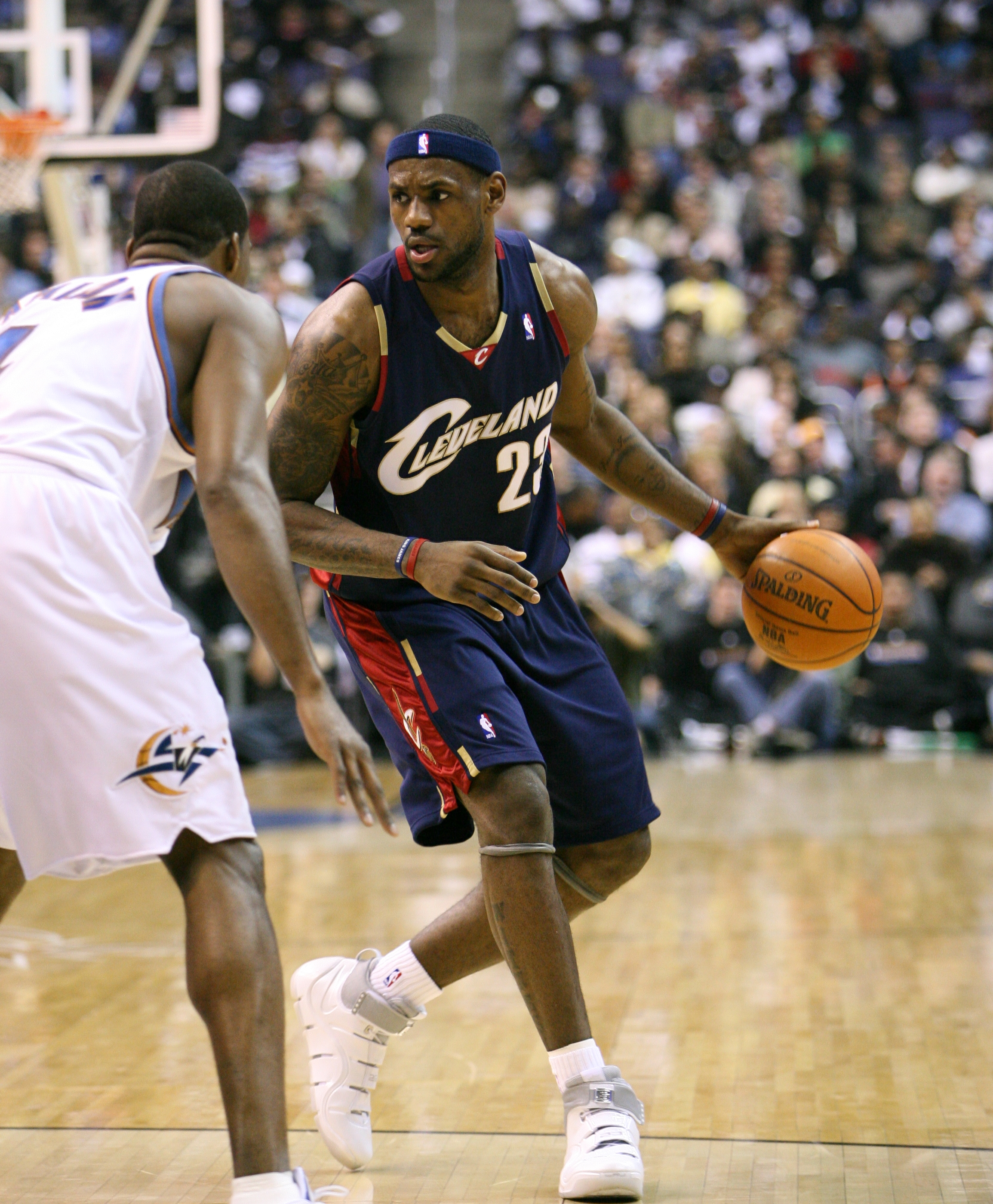
클리블랜드 캐벌리어스와 5번째 시즌 활약 중의 제임스

자신의 인상적인 기록과 함께 2003년 NBA 드래프트에서 제임스가 처음으로 선발된 것이 놀라운 일이 아니었다.  클리블랜드 캐벌리어스는 강력한 어린 포워드를 계약하고 그는 당시 분투하는 프랜차이즈로 가치있는 추가로 증명하였다.  팀은 동부 컨퍼런스에서 이전의 시즌을 8위로 마쳤다.
2003년~04년 시즌 동안 제임스는 "올해의 NBA 신인 선수 상"을 수상하는 데 캐벌리어스의 첫 일원이 되었다.  그는 20세 만의 나이로 이 명예를 받는 데 최연소 선수가 되기도 하였다.  추가적으로 이때 한 경기에 20 포인트를 평균한 제임스는 이 업적을 성취하는 단 3명의 신인 선수들 중의 하나가 되어 마이클 조던과 오스카 로버트슨 같이 같은 동반에 자신을 놓았다.
제임스는 지속적으로 이어진 시즌에 NBA에서 프로적으로 탁월하여 한 경기에 자신의 평균 포인트를 27.2로 올렸다.  자신이 한 경기에서 50 포인트 이상을 득점하는 데 최연소 선수가 될 때 그는 2005년 NBA의 역사를 만들었다.
2006년 제임스는 플레이오프 액션의 첫 라운드에서 자신의 팀이 워싱턴 위저즈를 꺾는 도움을 주었다.  거기부터 캐벌리어스는 동부 컨퍼런스 준결승전에서 디트로이트 피스턴스를 상대하였다.  이 포스트시즌의 짝짓기에서 제임스는 한 경기에 26.6의 평균을 득점하였다.  자신의 팀이 랭킹의 정상에 있지 않았을 동안 제임스 자신은 자신의 능력을 위하여 지속적으로 특별한 인정을 받았다.
2007년~08년 시즌 동안 제임스는 지속적으로 동부 컨퍼런스에서 캐벌리어스가 자신들의 지위를 향상시키는 도움을 주었다.  팀은 자신들이 7개의 경기에서 보스턴 셀틱스에 의하여 패한 준결승전으로 이루었다.  개인적 상연의 기간들에서 제임스는 우수한 해를 가졌으며, NBA 정규 시즌에서 최고 평균인 한 경기에 30 포인트의 평균을 득점하여 코비 브라이언트와 앨런 아이버슨 같은 라이벌 선수들을 능가하였다.
2008년~09년 시즌 초기에 스포츠 저널리스트들과 팬들이 스포츠에서 제임스의 미래를 이야기하기 시작하였다.  그는 2010년 자유 계약 선수가 되는 데 선택을 가졌고, 제임스가 어디서 끝날 것인지 같은 의논들이 많았다.  어떤 저널리스트들은 승진하는 선수를 위하여 가능한 탄원자로서 뉴욕 닉스를 증명하였다.

### 마이애미 히트

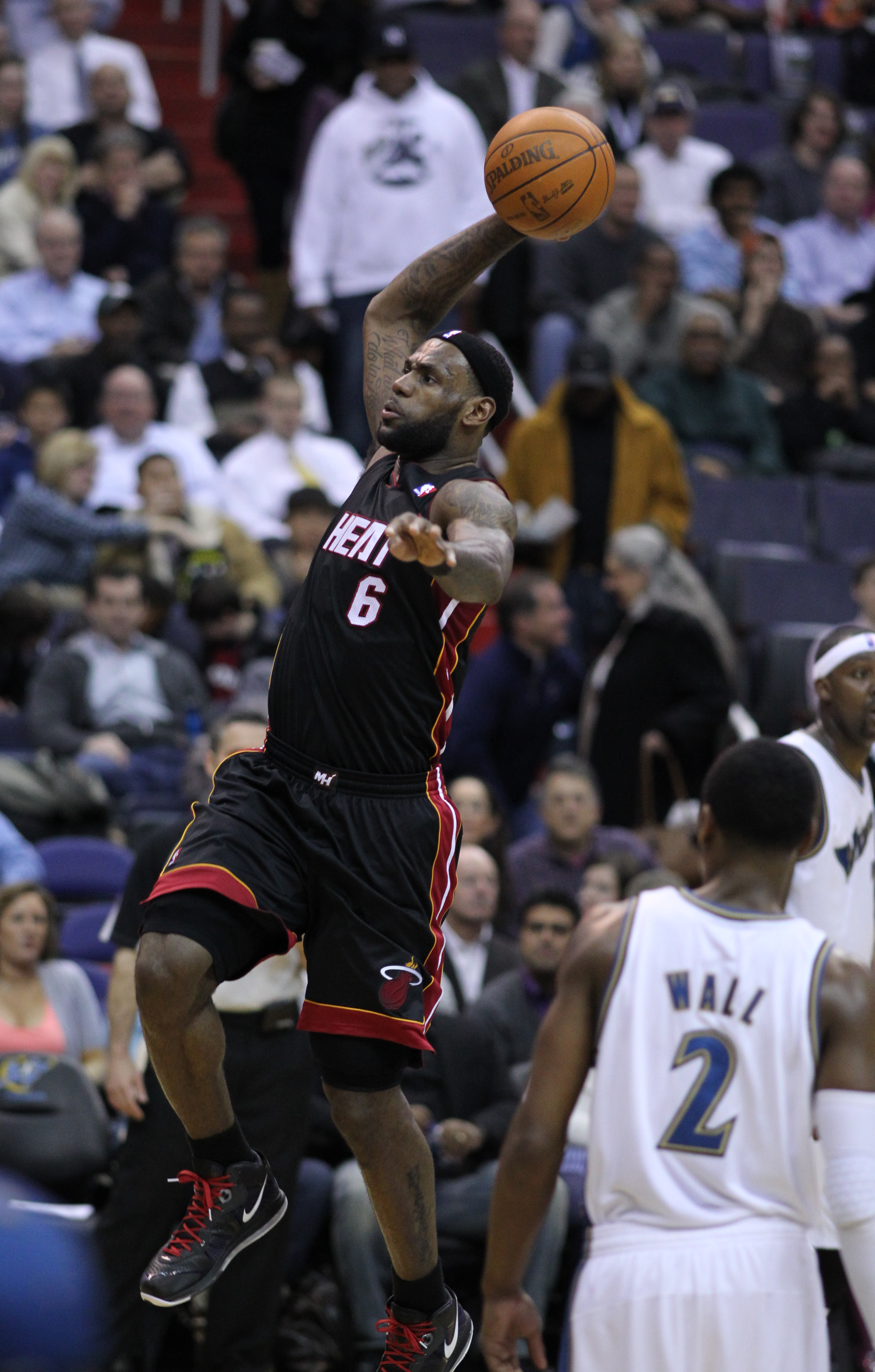
2011년 3월 제임스가 워싱턴 위저즈와의 경기에서 슬램 덩크를 취하는 모습

자유 계약 선수가 된지 짧은 후에 제임스는 2010년~11년 시즌을 위하여 마이애미 히트에 가입하려는 공고를 하였다.  클리블랜드에서 그의 팬들은 기쁨보다 적었고, 많은이들은 그의 이탈이 그의 고향에 배신으로 숙고하였다.  제임스의 공고 후에 곧 클리블랜드 캐벌리어스의 다수 소유자 댄 길버트는 제임스의 결정을 "이기주의", "냉혹함"과 "비겁한 배신"으로서 선언한 공개장을 썼다. 르브론 제임스,드웨인 웨이드,크리스 보쉬 이렇게 맥시멈 계약을 맺어도 이상하지 않을 선수들이 세명 다 똑같이 적은 금액으로 계약을 체결했다. 이는 이미 말을 맞추지 않고서는 불가능한 일이였다. 그래도 당황하지 않은 제임스는 한 경기에 26.7 포인트를 득점하면서 히트와 함께 자신의 첫 시즌 동안 리그에서 2위를 하였다.
2011년~12년 시즌은 제임스와 마이애미 히트를 위하여 주요 성공을 보았다.  NBA 결승전에서 오클라호마시티 선더에 그의 팀의 승리와 함께 수퍼스타 포워드는 결국 자신의 첫 타이틀을 얻었다.  결말을 지은 5번째 경기에서 제임스는 26 포인트를 득점하고, 11개의 리바운드와 13개의 어시스트를 가졌다.
2012년~13년 시즌 동안 제임스는 다시 NBA 역사를 만들었다 - 2013년 1월 16일 28세의 나이로 그는 20,000 포인트를 득점하는 데 최연소 선수가 되어 29세의 나이에 이 업적을 성취한 레이커스의 코비 브라이언트의 뒤를 이었고, 이 우수성을 이루는 데 NBA 역사상 38번째 만의 선수가 되었다.  제임스는 경기의 최종 초들에 점프 슛을 이루어 자신의 총 20,001 포인트의 득점을 가져와 워리어스에 92 대 75의 승리에 히트를 지도하였다.
성공이 2012년~13년 시즌의 말기로 히트를 이어갔다 - 동부 컨퍼런스를 우승하는 데 인디애나 페이서스를 상대로 6개의 경기에서 어려운 싸움에 이어 히트는 그 2연속 NBA 챔피언십을 우승하는 데 7개의 경기에서 샌안토니오 스퍼스를 물리쳤다.
2013년~14년 시즌의 최고점에서 히트는 다시 스퍼스를 상대로 NBA 결승전에 돌아왔는 데 이번에는 5개의 경기에서 스퍼스에게 패하였다.

### 캐벌리어스로 복귀

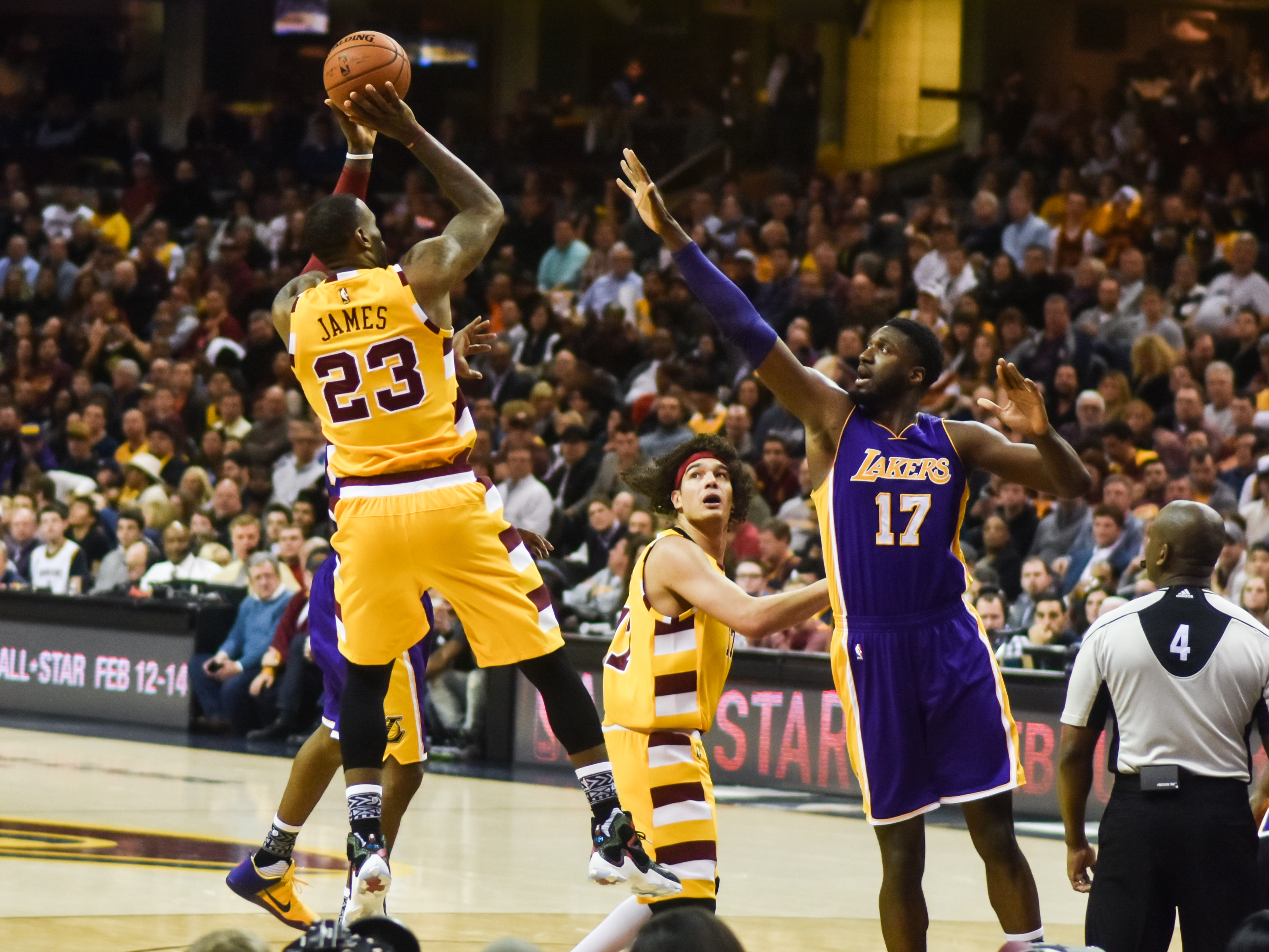
로스앤젤레스 레이커스와 경기에서

2014년 7월 히트와 자신의 계약을 탈퇴하고 다른 팀들을 숙고한 후, 제임스는 자신이 캐벌리어스로 복귀한다고 공고하였다.
등과 무릎 문제들에 의하여 방해된 제임스는 2014년~15년에서 82개의 정규 시즌 경기들 중에 13개를 놓쳤다. 하지만 그가 건강함으로써 지배적일 때 한 경기에 25.3 포인트와 7.4 어시스트를 평균하였다.  제임스는 캐벌리어스를 NBA 결승전으로 지도하여 5개의 연속적 시즌에서 챔피언십 라운드에 도달하는 데 50년 가까이 첫 선수가 되었다.  하지만 스타 동료 선수들 케빈 러브와 카이리 어빙에게 생긴 부상들이 3번째 타이틀을 얻는 그의 희망에 손상을 가져오고 캐벌리어스는 골든스테이트 워리어스에게 6개의 경기들에서 패하였다.
2015년~16년 시즌의 코스에 캐벌리어스는 미드 시즌의 감독 변경의 혼란을 극복하고, 워리어스와 리매치를 얻는 데 플레오프들을 통하여 난입하여 킹 제임스를 위한 6연속 NBA 결승전에 특정을 지었다.  자신 경력의 최고 성과에서 그는 프랜차이즈 역사상 캐벌리어스에게 그들의 첫 챔피언십을 주는 데 7번째 경기에서 트리플-더블을 기록하기 전에 5번째와 6번째 경기 둘다에서 41 포인트를 득점하여 3 대 1의 적자로부터 자신의 팀을 본래 자리로 지도하였다.
결승전 MVP로 투표된 제임스는 "나는 우리 도시에 챔피언십을 가져오는 데 돌아왔다.  난 내가 하는 데 유능한 것을 알았다.  난 내가 사라진 마지막 몇년에 내가 뭘 배웠는지를 알고, 만약 내가 돌아왔다면 우리가 전혀 있지 않던 자리로 이 프랜차이즈가 돌아오는 도움을 주는 데 내가 맞은 구성 요소들과 상세한 계획을 가진 것을 알았다.  그게 전부이다."고 말하였다.
이듬해 제임스는 다시 자신을 정조하고 NBA 결승전에서 믿어지지 않는 7연속 출연으로 이루는 데 동부 컨퍼런스를 통하여 캐벌리어스를 몰아내는 책임을 지었다.  이번에는 전 MVP 케빈 듀랜트가 섞이는 데 추가되면서 워리어스는 제임스와 그의 동료 선수들을 위하여 너무 방대함을 증명하여 5개의 경기에서 챔피언십을 주장하였다.

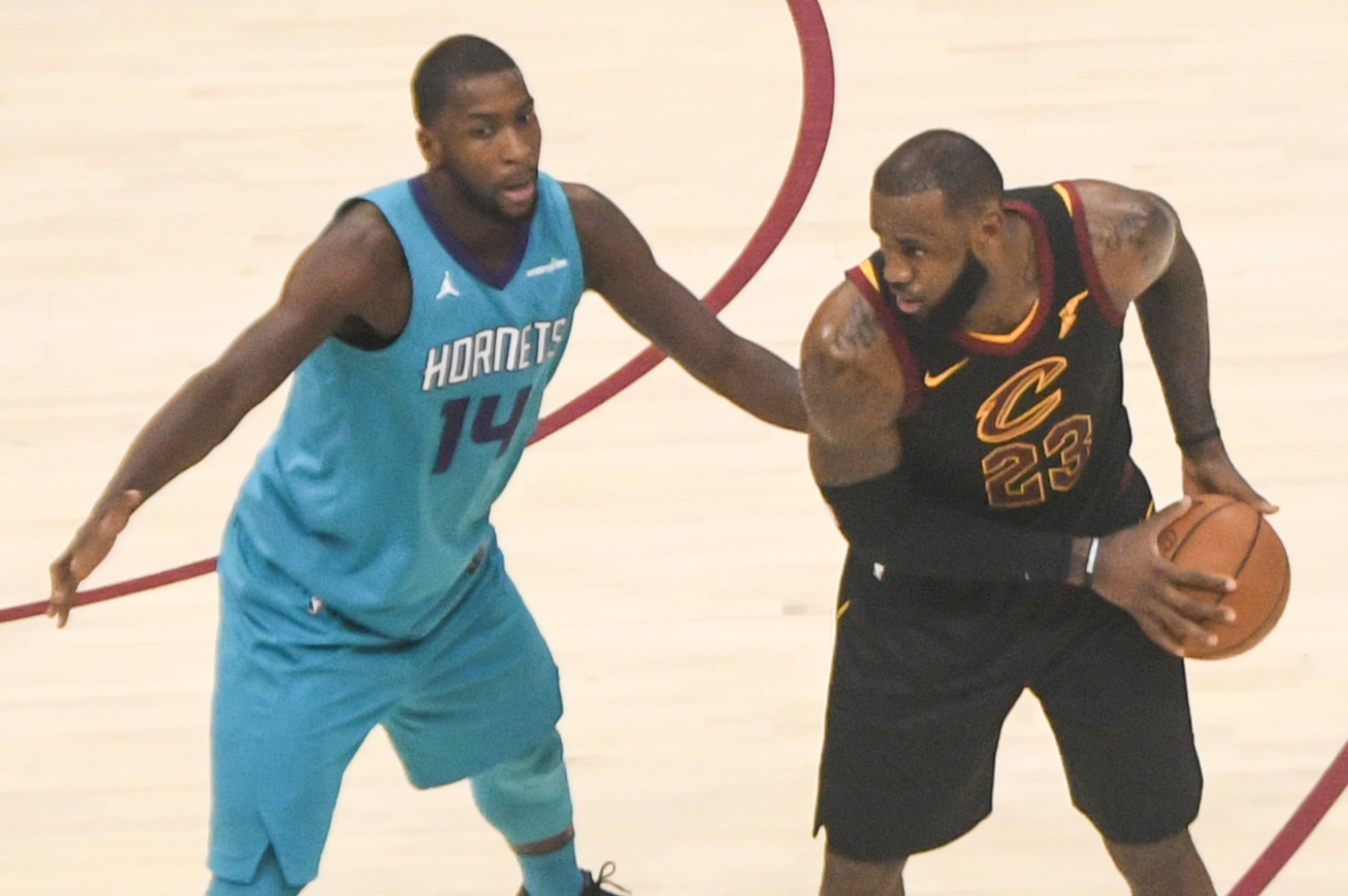
샬럿 호니츠의 마이클 키드 길크리스트에 의하여 가드되는 제임스

자신의 성취들 전부를 위하여 킹 제임스는 2017년~18년 NBA 시즌에서 다른 첫 초기를 이루었는 데 11월 후순 히트에 승리한 경기가 열리는 동안 심판에게 소리를 지른 후, 그는 1082개의 경력 경기들에서 처음으로 퇴장당하였다.
아이제이아 토머스가 열매를 맺는 데 실패함으로 오프시즌이 어빙을 보스턴 셀틱스로 보내고 올스타 브레이크가 있기 전에 또 다른 주요 거래를 만드는 데 캐벌리어스를 강요하면서 좌절하는 캠페인의 일정이 있는 동안 이 대명성은 소리지르고 싶은 느낌이 들었다.  정규 시즌에서 경력 최고의 9.1 어시스트를 평균한 후, 제임스는 플레이오프의 첫 라운드에서 팀을 꺼내는 데 깊게 파야 했으며 7번째 경기에서 페이서스를 가라앉히는 데 화려한 25 포인트 노력을 배달하였다.  산만한 셀틱스에 의한 2개의 라운드를 제한하는 데 캐벌리어스는 다시 밀어넣어졌으나 시리즈 우승을 철수하는 데 마지막 2개의 경기에 81 포인트를 득점하였고, 자신의 8연속 NBA 결승전 출연을 이루었다.
워리어스를 상대로 리매치의 첫 경기는 전선으로 내려가 제임스의 51 포인트 분격에 감사하였으나 연장전에서 우승을 위하여 워리어스가 앞질러 가기 전에 규절에서 동점이 매겨진 경기와 함께 캐벌리어스의 가드 J. R. 스미스는 시간의 밖으로 불가해하게 드리블하였다.  그 일은 워리어스가 4년의 세월에 자신들의 3번째 타이틀을 주장하는 데 다음 3개의 경기들을 쉽게 우승하면서 캐벌리어스에게 자신들의 상대에 조력을 얻는 데 그들의 최고 기회를 대표하였다.  후에 팀과 함께 자신의 미래에 관하여 의문들이 소용돌이 치면서 제임스는 첫 경기의 패배 후 하얀 판자를 주먹으로 친 후 부러진 오른손과 함께 자신이 시리즈의 끝까지 활약하였다고 드러냈다.

### 로스앤젤레스 레이커스
2018년 7월 1일 제임스는 그 사상 거대한 선수들 중에 브라이언트, 카림 압둘자바와 매직 존슨을 간주한 프랜차이즈 로스앤젤레스 레이커스와 계약을 맺으면서 자신 경력의 다음 단계로 넘어간다고 공고하였다.  거래는 4년 동안 154백만달러의 가치로 보고되었다.
2018년 ~ 2019년 시즌에 제임스는 10년만에 처음으로 플레이오프에 진출하지 못하였다. 그러고나서 8명의 유망주를 트레이드 대상에 올려놓고 뉴올리언스 펠리컨스에 있는 앤서니 데이비스를 가져오기 위해 총력전이 펼쳐지기 했다.  이는 많은 사람들이 너무 팀을 위해서가 아닌 자기의 기록을 위해 비난 받기도 하였다.
그 다음 2019년 ~ 2020년 시즌 이번 FA 시장에서 대거 트레이드가 있었다. 그 와중에 앤서니 데이비스는 레이커스로 오게 되었다.
레이커스는 서부 컨퍼러스 1위 (52승 19패)로 플레이오프를 진출하였다.  브론이 이끄는 레이커스는 포틀랜드 트레일블레이저스, 휴스턴 로키츠, 덴버 너기츠를 차례로 이기고 서부 컨퍼런스 챔피언십으로 2020년 NBA 파이널에 진출하였다. 2020년 NBA 파이널은 제임스가 이전에 소속되었던 마이애미 히트와 경기를 치뤘으며 4 대 2로 승리를 거두었다.  그는 개인 통산 4번째 우승과 4번째 파이널 MVP를 달성하였다.

## 국가대표팀 경력

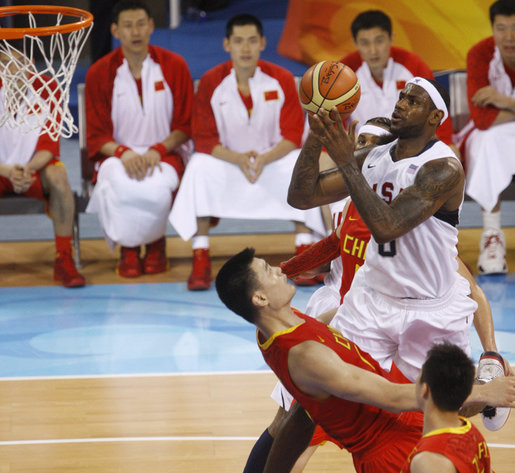
2008년 하계 올림픽에서 야오밍을 상대로 득점하는 제임스

르브론은 3개의 하계 올림픽(2004년, 2008년, 2012년)이 열리는 동안 미국 올림픽 농구 대표팀에 완성하였다.  제임스는 아테네에서 열린 2004년 하계 올림픽에서 올림픽 데뷔를 하였다.  그의 그의 동료 선수들은 리투아니아를 꺾은 후 동메달을 땄다.  아르헨티나가 결승전에서 이탈리아를 꺾은 후 금메달을 획득하였다.
2008년 여름 미국 올림픽 농구 대표팀에 브라이언트, 제이슨 키드와 드웨인 웨이드 같은 선수들과 활약하기 위하여 베이징으로 떠났다.  이때 미국 팀은 결승전에서 스페인을 꺾은 후 모국에 금메달을 가져왔다.
제임스는 런던에서 열린 2012년 하계 올림픽에서 브라이언트, 카멜로 앤서니와 케빈 듀랜트는 물론 다른 최고 선수들과 함께 자신의 3번째 올림픽 경기를 완성하였다.  미국 팀은 금메달을 획득하여 제임스의 2연속 올림픽 금메달이었다.

## 자선 업무
NBA의 외부에서 제임스는 다른이들을 돕는 일을 하였다.  그는 필요함에서 어린이들과 싱글 부모의 가족들을 도우는 데 자신의 모친 글로리아와 함께 2004년 르브론 제임스 가족 재단을 설립하였다.  그 많은 프로그램들 중에 그 기구는 경제적으로 혜택 받지 못한 지역들에 놀이터를 세우고 해마다의 자전거 대회를 개최한다.

## 사회 매체에서 연설된 공표들
세계에서 가장 인정적인 선수들 중의 하나인 제임스는 사회 매체에 자신의 전망들을 표현하는 데 수줍어 오지 않았다.  다른 논점들 중에 그는 2012년 10대 트레이본 마틴의 사망 후 그를 위한 자신의 성원을 표명하고 도널드 트럼프 대통령과 충돌하였다.  제임스는 또한 캐벌리어스의 2017년 ~ 18년 시즌으로 자신의 느린 첫 출발이 있는 동안 만화 인물 아서의 그림을 공고하면서 사회 매체에 명랑한 면을 보였다.

## 광고
- 나이키

## 같이 보기
- 올림픽 농구 메달리스트 목록

## 추가 문헌
- Freedman, Lew (2008). 《LeBron James : A Biography》. Westport, CT: Greenwood Press. ISBN 978-0313343612.
- Jones, Ryan (2005). 《King James : Believe The Hype : The LeBron James Story》. New York: St. Martin's Press. ISBN 0312349920.
- Morgan, David Lee (2003). 《LeBron James : The Rise of a Star》. Cleveland: Gray & Co. ISBN 1886228744.
- Pluto, Terry; Windhorst, Brian (2007). 《The Franchise : Lebron James and the Remaking of the Cleveland Cavaliers》. Cleveland: Gray & Co. ISBN 1598510282.
- Simmons, Bill (2009). 《The Book of Basketball》. Cleveland: Ballantine Books. ISBN 9780345520104.